# Sota Rusztaveli Színház- és Filmművészeti Egyetem
A Sota Rusztaveli Színház- és Filmművészeti Georgiai Állami Egyetem (TAFU) a Kaukázus és Grúzia egyik legrégebbi egyeteme. Alapítója Lado Meszhisvili ismert grúz színházi színész és rendező volt. Korábbi elnevezése: Tbiliszi 
Állami Színházi Intézet.

## Története
Grúziában az első próbálkozások drámaiskola létrehozására Telaviban (1782) és Tbilisziben (1855) történtek. A korabeli törvények szerint hetente egyszer lehetett játszani „vígjátékot vagy bármilyen más feltűnő darabot”. 1880-ban a Színjátszó Társaság alapszabálya rendelkezett arról is, hogy „színházi órákat és tanfolyamokat tartson a művészek felkészítésére és képzésére. "
1912-ben Lado Meszisivili létrehozott drámatanfolyamokat és a képzéssel kapcsolatos szabályokat felállította.
1918-ban Giorgi Dzsabadari stúdiót alapított, és olyan nemzetközileg elismert színészeket hívott meg, mint Veriko Andzsaparidze, U. Cseidze, A. Vasadze és S. Gambasidze.
1922-ben A. Pagava. vezetésével megalakult  a színjátszók Dráma Stúdiója amely a Népbiztosok Tanácsának 1922. október 10-i határozata (N 31. jegyzőkönyv) szerint az "Előadóművészeti Intézet" alapja lett. A stúdióban résztvevők a második évfolyamra iratkoztak be. További kurzusok felvételét is bejelentették.
Az intézet első rektora Akaki Pagava, művészeti vezetője Kote Mardzsanisvili, a tanárok pedig kiemelkedő tudósok voltak: I. Dzsavakisvili, D. Uznadze, G. Csubinasvili, A. Sanidze, G. Akvlegyiani, A. Natisvili. A színházi rendezők A. Akmeteli, M. Koreli, az írók pedig K. Gamszahurdia, G. Robakidze, N. Siukasvili voltak.  Az első 12 növendék 1924-ben végzett az intézetben. A diplomások között voltak: A. Korava, V. Godziasvili, S. Takaisvili, Csulukidze, M. Mrevlisvili, P. Kobakidze, P. Kandelaki, P. Murgulia, G. Kuprasvili, N. Sengelaja, S. Cselidze és mások.
Az Előadóművészeti Intézet 1927-ben megszűnt. A Rusztaveli Színházban 1927–1935-ben új stúdiók alakultak, amelyeket Szandro Akmetelivel együtt Akaki Vasadze, majd 1935–1939-ben Akaki Korava vezetett.
A Stúdió Képzési Programja és a diplomás szakemberek szintje egyenértékű volt más modern főiskolákkal. A Stúdió az ország területén található Batumi, Abházia, Oszétia, Csecsen-Inguzföld színházaiba is képzett színészeket.
A Rusztaveli Színházi Stúdiójában 1927 és 1939 között 152 színész végzett.
A Mardzsanisvili Színházban is létrehoztak egy Stúdiót, amelyet D. Dzsanelidze vezetett.
1933-ban A. Pagava felsőfokú előadóművészeti és filmszínészkurzusokat hozott létre az állami filmipar számára képezve a művészeket.
1939. szeptember 1-jén a kormány határozatával a miniszterhelyettes Akaki Korava és Akaki Pagava kezdeményezésre a Rusztaveli Színház Stúdiója újraalapították a Színházi Intézetet, amelynek rektora  A. Korava lett.
A. Khorava után a rektorok a következők voltak: D. Aleksidze, M. Kveselava, L. Kiknadze, I. Tavadze, E. Gugusvili, G. Zordania, G. Lortkipanidze, G. Margvelasvili, N. Chkhaidze, G. Margvelasvili.
1992-ben a Színházi Intézetet Állami Színház- és Filmintézetnek nevezték el.
2002-ben az intézet egyetemmé alakult.

## Oktatás
Az Állami Sota Rusztaveli Színház- és Filmművészeti Egyetemen végzett hallgatók meghatározó hatással voltak a huszadik századi grúz színházi kultúra fejlődésére és karakterére.
2005-ben az Állami Sota Rusztaveli Színház- és Filmművészeti Egyetemhez csatlakozott az Ekvtime Takaisvili Állami Kulturális és Művészeti Egyetem.
Az egyetemen dráma- és filmszínészek, zenés színházi, bábszínész-, marionett- és pantomim-színészek, dráma-, film- és televíziórendezők, operatőrök, színház- és filmkritikusok, művészettörténészek, televíziós és egyéb médiák szakemberei, koreográfusok, turizmus menedzserek és kulturális-oktatási szektor szakembereinek képzését végzik.
A diákok nemzetközi sikereket és legmagasabb díjakat szereztek különböző film- és színházi fesztiválokon, versenyeken.
Az egyetemen található a D. Aleksidze Színház, egy tudományos könyvtár, laboratóriumok és egy oktatási, tudományos intézet, amely a grúz színház és filmművészet enciklopédiáit készíti.
Az egyetem drámai, filmes és televíziós, bölcsész, társadalomtudományi és menedzsment, valamint grúz népzenei és táncművészeti karokkal is rendelkezik, ahol több mint ezer hallgató tanul alap-, mester- és doktori fokozatért.
Az egyetem óriási szerepet játszott az egész Kaukázus régió színházi és filmművészeti szakembereinek képzésében. Az egyetem az orosz, örmény, azerbajdzsáni, abház, oszét, ingus, csecsen és más színházak szakembereit tömöríti. A képzéseknek köszönhetően létrejött és alakult néhány, ma már híressé vált társulat és színház is, amelyek például diplomaelőadások alapján születtek. Ilyen újonnan alapított illetve létrehozott. színházak például a Film Művészek Színháza, a Mesketian Színház, a  Meteki Színház, az Akmeteli Színház, a Saingilo Színház, a Pantomim Színház és mások..
Az egyetem kreatív és tudományos kapcsolatokat tart fenn a különböző országok más egyetemeivel.
Az egyetem hagyományosan olyan szakembereket is képez, akik jelentősen hozzájárulnak a grúz regionális színházak fejlődéséhez.
Az egyetem "Durudzsi" címmel újságot is működtet. 2005–2009-ben kiadott egy „Kultúra” című lapot is, amely három művészeti egyetem közös kiadványa volt. A „Centaur” kiadó tankönyveket, kézikönyveket, tudományos műveket és az egyetem professzorai által írt monográfiákat, valamint „Art Science Studies” című folyóiratot is gondozza.
Az egyetem két épületben található: az első épület a Rusztaveli sugárút 19-23,szám  a második épület a David Agmasenebeli sugárút. 40. szám alatt található.

## Akadémiai programok
A Sota Rusztaveli Színházi és Filmművészeti Egyetem oktatási programjai két minősített programon és három alapképzési programon keresztül valósulnak meg.

### Dráma Kar
A kar története szorosan kapcsolódik az egyetem történetéhez, amelyet 1923-ban az Akaki Pagava által 1922-ben alapított stúdió hozott létre Előadóművészeti Intézet néven. A stúdió tagjai az intézet második évfolyamára iratkoztak be.
Az intézet első diplomái között 1924-ben A. Korava, V. Godziasvili, T. Csulukidze, S. Takaisvili és M. Mrevlisvili volt.  A professzorok Akaki Pagava, Kote Mardzsanisvili, Mikeil Koreli, Sandro Akmeteli és Niko Siukasvili voltak.
Kote Mardzsanisvili volt az intézet művészeti vezetője. A karok helyett dráma- és operastúdiók működtek, valamint operakórus, plasztikus és ritmikus gimnasztika iskolák. Az előadásokat I. Javakisvili, D. Uznadze, G. Csubinasvili, A. Sanidze és mások tartották.
1926-ban az intézet megszűnt. 1927 és 1939 között csak a Rusztaveli Színházi Stúdiója működött, ott voltak a képzések.
1939 szeptemberében a Rusztaveli és a Mardzsanisvili Színház stúdiói egyesültek a Film Fabric stúdiójával, és helyreállították a Színházi Intézetet, Tbiliszi Állami Színházi Intézet néven. Ezen stúdiók hallgatóit a stúdió második, harmadik és negyedik tanfolyamára fogadták.
1940-ben a Színházi Intézetben megalakult a Drámai Rendező Kar.
Az évek során a színészmesteri és drámatanfolyamot Akaki Korava vezette.
1956-ban az intézet ismét kibővült, a Színművészeti Karhoz került a zenei tanszék is. 1970-ben a Bábszínházi Színész szakirány csatlakozott a Dráma Karhoz. Alapítói Sota Csucsqiridze és Givi Szarcsimelidze voltak.
1969-től a pantomimszínházi színész szakterülete is a drámai karhoz tartozott, 1978-ban pedig Amiran Salikasvili vezetésével megalakult Pantomim Színházi Színész szakkör.
Az évek során a színészi készségek és a színpadi rendezés osztályát D. Aleksidze, és  K. Pataridze vezette.
1973 óta a részleg felosztott, a színész osztály vezetője Dmitrij Aleksidze, a színpadi osztály vezetője pedig Mikeil Tumanisvili lett. 1997 óta a tanszéket G. Zsordania vezette.
A Színművészeti Tanszéket különböző időpontokban L. Mirtskulava, S. Gatserelia; a Színpadi Beszéd Tanszéket Maliko Mrevlisvili és Babulia Nikolaisvili vezette; A Színpadi Mozgás Tanszék vezetői Konstantin (Kotso) Badridze és Jurij Zarecki voltak.
A drámai karon dolgozott: A. Vasadze, G. Tovsztonogov, D. Aleksidze, A. Mikeladze, K. Pataridze, V. Kushitasvili, M. Tumanisvili, A. Dvalisvili és mások.
Az idősebb rendezőgeneráció alakította ki az oktatás módszertani alapelveit, amelyek lényegében a K. Sztaniszlavskij-rendszeren alapulnak a színészképzés alapjaként.
M. Tumanisvili, aki G. Tovsztonogov tanítványa volt, kidolgozta a képzési módszertant, merész kísérleteket végzett, amelyek a későbbiekben megkönnyítették a végzettek dolgát, amelyek elősegítik az új színházi csoportokhoz való alkalmazkodást. Így jött létre a híres Film Művész Színház.
A következő években a karban dolgozott: Salva Gatserelia, Gaioz Zsirdania, Medea Kucsukidze, Akvsenti Gamszakurdia, Anzor Kutateladze, Levan Mirtskulava, Nana Demetrasvili, Konstantine Surmava, Temur Abasidze; a színpadi beszéd osztály vezetője Leila Kapanadze, a színpadi mozgás osztály vezetője Natela IJonatamisvili, a művészi olvasás mesterei Zinaida Kverencskiladze és Guram Sagaradze és mások.

### Film és TV Kar
Az 1972-ben alapították a Sota Rusztaveli Színház- és Filmművészeti Egyetem Film- és Televíziós Karát. A Szovjetunió Állami Filmművészeti Bizottsága ellenállása ellenére a kiemelkedő grúz filmesek – Rezo Cseidze, Tengiz Abuladze, Lana Gogoberidze, Eldar Sengelaja, Otar Ioszeliani – próbálkozásai sikeresek voltak, és a Színházi Intézetben létrehozták a Filmművészeti Kart.
Az első két filmrendezői csoport élére Tengiz Abuladze, Irakli Kvirikadze, Lana Gogoberidze és Omar Gvasalia került.
A hallgatók első végzősei Temur Babluani, Nana Zsorjadze, Nana Dzsanelidze, Guram Petriasvili, Goderdzi Csokeli voltak. 1982-ben Csokeli "Húsvét" című filmje elnyerte a nagydíjat az Oberhausen-i Nemzetközi Rövidfilmfesztiválon .
A nevezetes professzorok közé tartozik Eldar Sengelaja, Giorgi Sengelaja, Otar Ioszeliani, Rezo Esadze, Szoszo Csaidze, Gela Kandelaki.
Híres rendezők, akik korábban az egyetem hallgatói voltak: Dito Csincsadze, Tato Kotetisvili, Aleko Csabadze, Levan Tutberidze, David Janelidze, David Sikarulidze, David Takaisvili, Lado Sulakvelidze.

### Bölcsészettudományi, Társadalomtudományi, Üzleti és Menedzsment Kar
A Bölcsészettudományi, Társadalomtudományi, Üzleti és Menedzsment Kar egyes oktatási programokat és hallgatói létszámot tekintve az egyetem legnagyobb kara.
A prioritás itt a művészettörténet és -elmélet tanulmányozása, beleértve a színházat, a filmet, a vizuális művészeteket és az építészetet is.
Ugyanakkor a kar kiemelt figyelmet fordít a nem humanitárius szférához tartozó, de a művészethez és kultúrához közvetlenül kapcsolódó szakterületek fejlesztésére. Ide tartozik az újságírás középpontjában – a kultúra, valamint a kulturális turizmus és a művészeti menedzsment . A kar a szakterületein túlmenően átfogó oktatást nyújt a művészeti ágak kiterjedt oktatásához szükséges egyetemi oktatási tudományok egészére.

### Grúz Népzenei és Koreográfiai Kar
A grúz népzene és néptánc kar a Művészeti Tanszék legújabb tagja.
2007-ben az egyetem drámai tanszéke új karral bővült, amely a grúz folklór, a tradicionális, hagyományos grúz népművészet, népzene, a grúz népi és liturgikus táncok, koreográfiák és egyéb grúz specialitásokon alapul. A grúz hagyományok továbbélését, oktatását a grúz zenemester Anzor Erkomasvili alapozta meg a karon, Badri Toidze, a koreográfus és a többiek Ucha Dvalisvili, lauz Chanisvili, B. Svanidze felügyeletével.
Grúz Népzenei és Koreorggráfiai Kar 2013. március 6-án levált a Dráma Kartól és a  Bölcsészettudományi Kar része lett.